# Benny Bass
Benny Bass (Kiev, 15 dicembre 1904 – Filadelfia, 25 giugno 1975) è stato un pugile statunitense.
La International Boxing Hall of Fame lo ha riconosciuto fra i più grandi pugili di ogni tempo.

## Carriera
Professionista dal 1919, diviene campione del mondo dei pesi piuma. È stato uno dei migliori pugili di religione ebraica di ogni tempo.
Antagonista di Kid Chocolate, Tony Canzoneri e Frankie Genaro. Subì l'unico vero KO al termine della carriera contro Henry Armstrong ai vertici della propria.